# Century (snooker)
Ett century kallas det inom snooker då en spelare gör minst 100 poäng i rad då han är vid bordet, ett s.k. break. Antalet centuries en spelare gjort under sin karriär används ofta som ett mått på hans skicklighet i positionsspel och "break-building".
Den som har gjort flest centuries i sin karriär är Ronnie O'Sullivan. Han har per den 10 mars 2019 gjort 1 000 stycken, när han vann finalen i Coral Players Championship mot Neil Robertson med 10-4.

## Lista med spelare som gjort minst 100 centuries
Senast uppdaterad: 22 October, 2017 (English Open, dag 7 av 7)
| Inaktiv spelare |

| Position | Spelare           | Antal |
| -------- | ----------------- | ----- |
| 1        | Ronnie O'Sullivan | 1 000 |
| 2        | Stephen Hendry    | 775   |
| 3        | John Higgins      | 683   |
| 4        | Neil Robertson    | 515   |
| 5        | Mark Selby        | 483   |
| 6        | Judd Trump        | 478   |
| 7        | Marco Fu          | 462   |
| 8        | Ding Junhui       | 459   |
| 9        | Shaun Murphy      | 431   |
| 10       | Mark Williams     | 395   |
| 11       | Stephen Maguire   | 354   |
| 12       | Peter Ebdon       | 354   |
| 13       | Stuart Bingham    | 349   |
| 14       | Steve Davis       | 338   |
| 15       | Ken Doherty       | 336   |
| 16       | Mark Allen        | 328   |
| 17       | Jimmy White       | 316   |
| 18       | Ryan Day          | 299   |
| 19       | Matthew Stevens   | 285   |
| 20       | Anthony Hamilton  | 273   |
| 21       | Joe Perry         | 247   |
| 22       | Barry Hawkins     | 242   |
| 23       | Ali Carter        | 240   |
| 24       | Ricky Walden      | 233   |
| 25       | Mark Davis        | 223   |
| 26       | John Parrott      | 221   |
| 27       | Alan McManus      | 215   |
| 28       | Dominic Dale      | 203   |
| 29       | Fergal O'Brien    | 202   |
| 30       | Liang Wenbo       | 193   |
| 31       | David Gilbert     | 190   |
| 32       | Graeme Dott       | 190   |
| 33       | Stephen Lee       | 184   |
| 34       | Tom Ford          | 180   |
| 35       | Michael Holt      | 180   |
| 36       | Martin Gould      | 170   |
| 37       | James Wattana     | 163   |
| 38       | Robin Hull        | 158   |
| 39       | Jamie Cope        | 158   |
| 40       | Andy Hicks        | 149   |
| 41       | Dave Harold       | 143   |
| 42       | Barry Pinches     | 142   |
| 43       | Kurt Maflin       | 141   |
| 44       | Robert Milkins    | 138   |
| 45       | Jamie Burnett     | 136   |
| 46       | Tony Drago        | 132   |
| 47       | Michael White     | 130   |
| 48       | Mark King         | 130   |
| 49       | Willie Thorne     | 126   |
| 50       | Andrew Higginson  | 123   |
| 51       | Joe Swail         | 120   |
| 52       | Nigel Bond        | 119   |
| 53       | Anthony McGill    | 117   |
| 54       | Paul Hunter       | 114   |
| 55       | Xiao Guodong      | 113   |
| 56       | Darren Morgan     | 111   |
| 57       | Alfie Burden      | 110   |
| 58       | Ian McCulloch     | 105   |